# 2022.
◄ | 20. stoljeće | 21. stoljeće | 22. stoljeće | ►
◄ | 1990-ih | 2000-ih | 2010-ih | 2020-ih | 2030-ih | 2040-ih | 2050-ih | ►
◄◄ | ◄ | 2019. | 2020. | 2021. | 2022. | 2023. | 2024. | 2025. | ► | ►►
Arhitektura • Astronautika • Astronomija • Biologija • Film • Fotografija • Glazba • Kazalište • Kemija • Kiparstvo • Knjige • Književnost • Kršćanstvo • Meteorologija • Medicina • Planinarstvo • Politika • Pravo • Promet • Slikarstvo • Strip • Šport • Televizija • Znanost • Zrakoplovstvo • Željeznički promet
2022. (rimski: MMXXII), dvadeset i prva je godina 21. stoljeća. Započela je u subotu.
Ujedinjeni narodi proglasili su 2022. Međunarodnom godinom stakla, Međunarodnom godinom temeljnih znanosti i održivoga razvoja, Međunarodnom godinom održivoga razvoja planinskih područja te Međunarodnom godinom akvakulture. Europska unija proglasila je 2022. Europskom godinom mladih.

## Događaji

### Siječanj
- 1. siječnja: Na snagu je stupilo Sveobuhvatno regionalno gospodarsko partnerstvo (RCEP), najveći prostor slobodne trgovine u svijetu, koji obuhvaća Australiju, Brunej, Japan, Kambodžu, Kinu, Laos, Novi Zeland, Singapur, Tajland i Vijetnam.
- 2. siječnja:
  - Zgrada južnoafričkoga parlamenta u Cape Townu izgorila je u podmetnutom požaru.
  - Započeli veliki protuvladini prosvjedi u Kazahstanu.
- 3. siječnja – Prosvjedi u Amsterdamu protiv politike borbe protiv koronavirusa ugušeni policijskim nasiljem.
- 4. – 6. siječnja: Odmetničke skupine u nizu pokolja usmrtile više od dvjesto ljudi u nigerijskoj državi Zamfare.
- 12. siječnja – Veliki protuvladini prosvjedi u Bugarskoj ispred zgrade Narodne skupštine u Sofiji.
- 13. siječnja – Diljem Francuske održani masovni prosvjedi studenata i djelatnika u visokomu obrazovanju.
- 21. siječnja – U zračnim napadima Saudijske Arabije na Jemen poginulo oko dvjesto civila.
- 23. siječnja – Prosvjedi u Bruxellesu protiv vladinih politika borbe protiv koronavirusa.

### Veljača
- 11. veljače – Izašao posljednji, 1350. broj hrvatskoga tjednika za kulturu Hrvatsko slovo.[1]
- 22. veljače – Ruska Federacija priznala samoproglašene Donjecku i Lugansku Narodnu Republiku.
- 24. veljače – Ruska Federacija započela je invaziju na Ukrajinu.
- 25. veljače – Kazahstan odbio slanje vojnih jedinica u Ukrajinu na zahtjev Ruske Federacije.

### Ožujak
- 11. ožujka – Njemački upravni sud omogućio je Njemačkom uredu za zaštitu Ustava prisluškivanje i špijuniranje članova parlamentarne stranke Alternativa za Njemačku.
- 12. ožujka – Saudijska Arabija izvršila masovno pogubljenje osamdeset i jedne osobe.
- 23. ožujka – Talibani u Afganistanu zabranili obrazovanje djevojčicama mlađim od jedanaest godina.

### Travanj
- 4. travnja – Na parlamentarnim izborima u Mađarskoj pobjedu je odnijela stranka Fidesz, na čelu s Viktorom Orbánom.
- 8. – 13. travnja – U južnoafričkoj pokrajini KwaZulu-Natal razorne poplave odnijele 440 života.
- 22. travnja – Potres kod Stoca magnitude 5,7 MW.

### Svibanj
- 1. svibnja – Veliki prosvjedi u gradovima diljem Francuske protiv politike predsjednika Emmanuela Macrona te u Italiji protiv premijera Marca Draghija.
- 7. svibnja – Planinar Kami Rita 26. usponom na Mount Everest postavio novi svjetski rekord.
- 13. svibnja – Hrvatski sabor usvojio Zakon o uvođenju eura kao službene valute u Hrvatskoj.
- 20. svibnja – Udruga teniskih profesionalaca kaznila Wimbledon zbog zabrane nastupa ruskim i bjeloruskim tenisačima oduzimanjem bodova.
- 22. svibnja – Paulina Jaricot u Lyonu proglašena blaženom.

### Lipanj
- 4. lipnja – Na maksimirskom stadionu održan najveći koncert duhovne glazbe u novijoj hrvatskoj povijesti, „Progledaj srcem”, s pedeset tisuća posjetitelja iz Hrvatske, ali i drugih država.
- 5. lipnja – U napadu na katoličku crkvu sv. Franje Ksaverskog u Owou, na jugozapadu Nigerije, ubijeno najmanje dvadeset, a ranjeno više od pedeset vjernika.
- 9. lipnja – U Washingtonu otvoren Muzej žrtava komunizma.
- 13. lipnja – Na 110. obljetnicu osnivanja HNS-a Hrvatska nogometna reprezentacija po prvi puta u povijesti pobijedila francusku reprezentaciju rezultatom 1:0, pogotkom kapetana Luke Modrića.
- 24. lipnja – Vrhovni sud SAD-a presudom u slučaju Dobbs protiv Ženske zdravstvene organizacije u Jacksonu vratio pitanje zakonskoga uređenja pobačaja na razinu saveznih država.
- 25. lipnja – Na Oranskom olimpijskom stadionu otvorene XIX. Mediteranske igre.
- 26. lipnja – Na rivi u Kaštel Staromu otkriveno je poprsje Filipu Lukasu, rad akademske kiparice Ljubice Dragojević Buble, prigodom 150. godišnjice njegova rođenja.
- 27. lipnja – Diljem Nizozemske započeli prosvjedi poljoprivrednika protiv „klimatskih ograničenja” Vlade.

### Srpanj
- 30. lipnja do 3. srpnja – U Mostaru održan 5. Hrvatski iseljenički kongres.
- 1. srpnja – Yair Lapid preuzeo dužnost izraelskoga predsjednika vlade.
- 3. srpnja – Šri Lanka je ušla u hiperinflaciju.
- 4. srpnja – Zbog poplava evakuirano desetak tisuća građana Sydneya i dio stanovnika Novoga Južnoga Walesa.
- 4. srpnja – Prigodom proslave američkoga Dana nezavisnosti u Chicagu, u pucnjavi na slavljeničku povorku poginulo šestero ljudi.
- 5. srpnja – Mateo Žugec postao prvi hrvatski gimnastičar koji je na Mediteranskim igrama osvojio zlatno odličje.
- 6. srpnja – Štrajk četiristotinjak pilota u Zračnoj luci u Atlanti.
- 6. srpnja – U znak solidarnosti s nizozemskim poljoprivrednicima, započeli prosvjedi poljoprivrednika u Njemačkoj, Italiji i Poljskoj.
- 6. i 7. srpnja – U Skoplju prosvjedi pred zgradom Vlade protiv francuskoga prijedloga rješenja spora Sjeverne Makedonije i Bugarske.
- 7. srpnja – Prosvjedi u Panami i Pakistanu zbog posljedica inflacije.
- 8. srpnja – Izvršen atentat na bivšega japanskog premijera Shinza Abea u gradu Nari.
- 8. srpnja – Prosvjedi u Nairobiju i Tirani zbog rasta potrošačkih cijena i inflacije.
- 9. srpnja – Nakon proglašenja bankrota države, prosvjednici zauzeli predsjedničku palaču u Colombu.
- 10. srpnja – Protuvladini prosvjedi u Argentini, potaknuti inflacijom i rastom cijena.
- 12. srpnja – Na sastanku Vijeća ministara financija EU u Bruxellesu usvojena je konačna odluka o ulasku Hrvatske u eurozonu 1. siječnja iduće godine.
- 16. srpnja – Španjolski poljoprivrednici prosvjeduju u Granadi, Badajozu, Albaceteu i inim gradovima iz solidarnosti s nizozemskim poljoprivrednicima te rastuće inflacije i ograničenja u uzgoju.
- 20. srpnja – Na međunarodni dan šaha, na turniru SuperUnited Rapid & Blitz Grand Chess Tour koji se održavao u Zagrebu od 18. do 25. srpnja 2022., svjetski šahovski prvak, Magnus Carlsen, odrekao se prava na obranu titule svjetskog prvaka. Time je postao treći šahist, iza legendarnog Bobbyja Fischera i Garryja Kasparova, koji se kao svjetski prvak odmaknuo od Svjetske šahovske organizacije.
- 22. srpnja – Zbog stečaja ugašen Inter Zaprešić, nekadašnji hrvatski prvoligaš, time označivši završetak 93-godišnje klupske povijesti.
- 26. srpnja – Svečano otvoren Pelješki most.

### Kolovoz
- 5. kolovoza – Više od stotinu ozlijeđenih u požaru i eksploziji naftnoga skladišta u kubanskomu Matanzasu.

### Rujan
- 3. rujna – Na Vaclavskom trgu u Pragu okupilo se 70 000 prosvjednika radi nezadovoljstva rastom cijena energenata i Vladine politike prema ruskoj agresiji na Ukrajinu.
- 4. rujna – Papa Franjo proglasio Ivana Pavla I. blaženikom.
- 6. rujna – Zagrebački Dinamo na otvaranju nove sezone Lige prvaka na Maksimiru, pogotkom Mislava Oršića, pobijedio dvostrukoga europskoga prvaka, londonski Chelsea, čime je postao prvi klub u povijesti koji je u europskim natjecanjima svladao „veliku londonsku četvorku” (Arsenal, Tottenham, West Ham i Chelsea).
- 6. rujna – Naoružana skupina zapalila je kombonijansku misiju u Mozambiku i iz vatrenoga oružja ubila sestru Mariu De Coppi (* 1939.).
- 8. rujna – U dobi od 96 godina preminula britanska kraljica Elizabeta II, najstariji britanski vladar u povijesti. Njezina vladavina trajala je rekordnih 70 godina.
- 13. rujna – William Ruto prisegnuo za petoga predsjednika Kenije.
- 13. do 15. rujna – U graničnim sukobima poginulo 135 armenskih i 71 azerbajdžanski vojnika.
- 15. rujna – Devetero ljudi poginulo u stampedu nakon koncerta prigodom Dana neovisnosti u Guatemali.
- 16. rujna – Više tisuća studenata prosvjedovalo u Ateni protiv novoustrojenih Jedinica za zaštitu sveučilišnih ustanova (OPPI–a), de facto osnivanja sveučilišne policije.
- 16. rujna – Masovni prosvjedi na Haitiju zbog rastuće inflacije.
- 16. rujna – Odlukom Kongregacije za bogoštovlje i disciplinu sakramenata crkva sv. Antuna Padovanskoga na zagrebačkome Sv. Duhu proglašena manjom bazilikom.[2]
- 17. rujna – Susret hrvatske katoličke mladeži u Bjelovaru okupio 7000 sudionika iz Hrvatske, BiH, Srbije, Njemačke i iseljeništva. Svečano euharistijsko slavlje na stadionu NK Bjelovara predvodio je bjelovarsko-križevački biskup msgr. Vjekoslav Huzjak, u suslavlju sa svim hrvatskim biskupima i apostolskim nuncijem, msgr. Giorgiom Linguom.
- 17. rujna – Prigodom obilježavanja 31. obljetnice obrane Vukovar, Nacionalna memorijalna bolnica Vukovar prozvana imenom Juraja Njavre, a Bolnička ulica preimenovana u Ulicu Vesne Bosanac.[3]
- 17. i 18. rujna – U izmjeni vatre na granici Kirgistana i Tadžikistana najmanje 71 poginuli, 36 na kirginstanskoj i 35 na tadžikistanskoj strani.
- 25. rujna – Hrvatska nogometna reprezentacija pobijedila Austriju rezultatom 3:1, čime je osvojila prvo mjesto svoje skupine UEFA Lige nacija i ušla u završnicu tog natjecanja, što je jedan od najvećih uspjeha u povijesti hrvatskog nogometa.

### Listopad
- 1. listopada – Katastrofa na Stadionu Kanjuruhan 2022.
- 13. listopada – U salamanskoj katedrali otvorena je izložba „Tajnovit čovjek” s hiperrealističnim prikazom Isusa Krista, koji je izradila skupina španjolskih umjetnika po uzoru na Torinsko platno.

### Studeni
- 1. studenoga – U Ekvadoru proglašeno izvanredno stanje nakon pogibije najmanje petorice redarstvenika u napadima eksplozivnim sredstvima na policiju.
- 2. studenoga – Prosvjedi vozača kamiona blokadom prometnica u Sao Paulu i inim brazilskim gradovima te autocesta zbog nezadovoljstva porazom Jaira Bolsonara na predsjedničkim izborima.
- 7. studenoga – Devetnaestero putnika poginulo u padu zrakoplova u Viktorijino jezero u Tanzaniji, na letu iz Dar es Salaama.
- 11. studenoga – The Messengers obilježili dvadeset godina koncertom u zagrebačkoj Komediji.
- 13. studenoga – Nataša Pirc Musar izrabrana za predsjednicu Slovenije.
- 15. studenoga – Broj stanovnika na Zemlji dosegnulo je 8 milijardi.
- 18. studenoga – Na 27. Općoj konferenciji za utege i mjere u dvorcu Versaillesu izglasane su rona- i kveta- kao predmetci za najveće mjerne jedinice, a ronto- i kvekto- za najmanje.
- 20. studenoga
  - Svečano otvoreno 22. Svjetsko nogometno prvenstvo u Kataru
  - Qasym-Jomart Toqaev povovno izabran za predsjednika Kazahstana.
- 21. studenoga – Osmero ljudi ubijeno u napadu na policijsku postaju u meksičkom Guanajuatu.
- 23. studenoga – U rumunjskom gradiću Mediașu pronađeno 139 knjiga (1470. – 1600.) te niz rukopisa, starosti i do 9. st.
- 26. studenoga – Teodoro Obiang Nguema Mbasogo ponovno izabran za predsjednika Ekvatorske Gvineje.

### Prosinac
- 1. prosinca – Na Vijeću ministara članica OSCE-a u Łódźu, Mađarska i Armenija ponovno uspostavile međudržavne diplomatske odnose.
- 5. prosinca – Hrvatska nogometna reprezentacija na SP-u u Kataru pobijedila Japan boljim izvođenjem jedanaesteraca rezultatom 4:2 (1:1) i time ušla u četvrtfinale prvenstva. Hrvatski vratar Dominik Livaković postao je prvi vratar svjetskih prvenstava koji je obranio prva dva jedanaesterca, a treći koji je obranio tri jedanaesterca u istom raspucavanju (nakon Ricarda Pereire i Danijela Subašića).
- 9. prosinca – Hrvatska nogometna reprezentacija pobijedila reprezentaciju Brazila boljim izvođenjem jedanaestercima u četvrtfinalu SP-a u Kataru rezultatom 4:2 (1:1) te se po treći puta u povijesti plasirala u polufinale tog natjecanja. Pogodak za izjednačenje zabio je Bruno Petković u 117. minuti susreta i izazvao oduševljenje hrvatskih navijača na tribinama. Ovom pobjedom Hrvatska je postala tek 8. zemlja koja je osvojila medalju na dvama uzastopnim svjetskim prvenstvima.
- 17. prosinca – Hrvatska nogometna reprezentacija pobjedom nad Marokom rezultatom 2:1 po drugi puta u povijesti osvojila 3. mjesto na svjetskom prvenstvu.
- 18. prosinca – Argentina osvojila svoj treći naslov svjetskog prvaka pobjedom nad braniteljom naslova Francuskom, a čak njezina trojica igrača dobila su nagrade: za igrača prvenstva – po drugi put Lionel Messi, za vratara prvenstva – Emiliano Martinez te za najboljeg mladog igrača – Enzo Fernández.

## Smrti

### Siječanj
- 1. siječnja – Ilija Vrdoljak, hrvatski franjevac
- 2. siječnja
  - Vinko Bajrović, hrvatski športski djelatnik
  - Ante Pavlović, hrvatski športski djelatnik (* 1933.)
- 3. siječnja – Igor Bogdanoff, francuski znanstvenik (* 1949.)
- 5. siječnja – Anto Križić, hrvatski lijećnik (* 1948.)
- 6. siječnja
  - Peter Bogdanovich, američki redatelj (* 1939.)
  - Sidney Poitier, bahamsko-američki glumac (* 1927.)
- 9. siječnja
  - Ivan Čizmić, hrvatski povjesničar (* 1934.)
  - Karolina Miljak, hrvatska redovnica (* 1950.)
  - Bob Saget, američki glumac (* 1956.)
- 11. siječnja – David Sassoli, talijanski političar (* 1956.)
- 12. siječnja – Ronnie Spector, američka pjevačica (* 1943.)
- 14. siječnja
  - Ricardo Bofill, španjolski arhitekt (* 1939.)
  - Lol Morgan, engleski nogometaš (* 1931.)
- 17. siječnja – Nikša Bareza, hrvatski dirigent (* 1936.)
- 18. siječnja – Francisco Gento, španjolski npogometaš (* 1933.)
  - Krste Marko Aras, jedan od osnivača KK i ŽKK Šibenka (* 1945.)
    - Ankica Lepej, hrvatska bankovna službenica (* 1948.)
- 19. siječnja – Gaspard Ulliel, francuski glumac (* 1984.)
- 20. siječnja – Meat Loaf, američki glumac i pjevač (* 1947.)
- 21. siječnja – Tvrtko Gavran, hrvatski književnik (* 1938.)
- 22. siječnja
  - Aki Rahimovski, makedonsko-hrvatski pjevač (* 1955.)
  - Željko Mavrović, hrvatski glumac (* 1947.)
- 24. siječnja – Thierry Mugler, francuski dizajner (* 1948.)
- 27. siječnja – Nedjeljko Mihanović, hrvatski političar (* 1930.)
- 30. siječnja – Zvonimir Šeparović, hrvatski pravnik i političar (* 1928.)
- 31. siječnja
  - Ružica Ćavar, hrvatska liječnica (* 1937.)
  - Daniel Rukavina, hrvatski akademik (* 1937.)

### Veljača
- 2. veljače – Monica Vitti, talijanska glumica (* 1931.)
- 6. veljače
  - Ivan Gabelica, hrvatski odvjetnik i političar (* 1939.)
  - Stjepan Gračan, hrvatski kipar (* 1941.)
  - Lata Mangeshkar, indijska pjevačica (* 1929.)
- 9. veljače – Ian McDonald (glazbenik), engleski glazbenik i skladatelj (* 1946.)
- 14. veljače – Željko Mijač, hrvatski nogometaš i trener (* 1954.)
- 19. veljače – Mario Plenković, hrvatski komunikolog (* 1947.)

### Ožujak
- 6. ožujka – Stanko Lasić, hrvatski teolog (* 1942.)
- 8. ožujka – Vlasta Juretić, hrvatska književnica (* 1949.)
- 13. ožujka
  - Igor Mandić, hrvatski književni kritičar (* 1939.)
  - William Hurt, američki glumac (* 1950.)
- 15. ožujka – Nikola Štedul, hrvatski politički emigrant (* 1937.)
- 21. ožujka – Vesna Bosanac, hrvatska liječnica (* 1949.)
- 25. ožujka - Taylor Hawkins, američki glazbenik (* 1972.)
- 28. ožujka – Fabijan Lovoković, hrvatski kulturni djelatnik (* 1927.)

### Travanj
- 2. travnja – Mirjana Majurec, hrvatska glumica (* 1952.)
- 4. travnja – Petar Skansi, hrvatski košarkaš i košarkaški trener (* 1943.)
- 16. travnja – Joachim Streich, istočnonjemački nogometaš i nacionalni reprezentativac (* 1951.)
- 21. travnja – Nikola Stipaničev, hrvatski veslač (* 1936.)
- 22. travnja – Hrvoje Burić, hrvatski političar (* 1967.)

### Svibanj
- 2. svibnja – Đuro Seder, hrvatski slikar i pjesnik (* 1927.)
- 5. svibnja – Ronald Lopatny, hrvatski vaterpolist (* 1944.)
- 17. svibnja – Vangelis Papathanassiou, grčki skladatelj (* 1943.)
- 22. svibnja – Eduard Hercigonja, hrvatski akademik, povjesničar književnosti, filolog i kroatist (* 1929.)
- 26. svibnja – Ray Liotta, američki glumac i filmski producent (* 1954.)
- 27. svibnja – Angelo Sodano, talijanski kardinal (* 1927.)
- 28. svibnja – Bo Hopkins, američki glumac (* 1938.)

### Lipanj
- 20. lipnja – Štefan Geošić, gradišćansko-hrvatski prevoditelj i autor (* 1927.)[4]
- 22. lipnja – Tihomir Sertić, hrvatski športaš (* 1931.)

### Srpanj
- 2. srpnja – Milan Kruhek, hrvatski arheolog i povjesničar (* 1940.)
- 6. srpnja – James Caan, američki glumac (* 1940.)
- 8. srpnja – Shinzo Abe, bivši japanski premijer (* 1954.)
- 18. srpnja – Milan Luketić, hrvatski glumac (* 1967.)
- 20. srpnja – Viktor Žmegač, hrvatski književni teoretičar, kroatist, germanist, muzikolog, književnik i akademik (* 1929.)

### Kolovoz
- 5. kolovoza – Vladimir Matijanić, hrvatski novinar (* 1972.)
- 7. kolovoza – Antun Masle, hrvatski novinar (* 1956.)
- 8. kolovoza – Olivia Newton-John, britansko-australska pjevačica i glumica (* 1948.)
- 11. kolovoza
  - Benjamin Tolić, hrvatski filozof, prevoditelj i diplomat (* 1943.)
  - Anne Heche, američka glumica (* 1969.)
- 18. kolovoza – Mislav Bago, hrvatski novinar i voditelj (* 1973.)
- 19. kolovoza – Tomislav Cvitaš, hrvatski kemičar i akademik (* 1943.)
- 22. kolovoza – Simona Šandrić Gotovac, hrvatska liječnica, kardiologinja (* 1941.)
- 23. kolovoza – Mirko Grbešić, hrvatski poduzetnik (* 1960.)
- 23. kolovoza – Mladen Klasić, hrvatski odvjetnik i športski djelatnik (* 1954.)
- 26. kolovoza – Slavko Večerin, biskup Subotičke biskupije (* 1957.)
- 28. kolovoza – Srđanka Tomić Pisarović, hrvatska kemičarka (* 1950.)
- 30. kolovoza – Mihail Gorbačov, posljednji predsjednik SSSR-a  (* 1931.)

### Rujan
- 4. rujna – Petar Bergamo, hrvatski skladatelj i glazbeni pedagog (* 1930.)
- 8. rujna – Elizabeta II., britanska kraljica (* 1926.)
- 13. rujna – Kornelije Kovač, srbijanski glazbenik i skladatelj (* 1942.)
- 14. rujna – Irena Papas, grčka glumica (* 1926.)
- 17. rujna – Vlado Milunić, češko-hrvatski arhitekt (* 1941.)
- 23. rujna – Louise Fletcher, američka glumica (* 1934.)
- 25. rujna – Nikolina Deranja, hrvatska novinarka (* 1971.)[5]
- 28. rujna
  - Coolio, američki reper i glumac (* 1963.)[6]
  - Stjepan Jukić-Peladić, hrvatski biolog i nogometaš (* 1935.)[7]

### Listopad
- 6. listopada
  - Ankica Tuđman, bivša prva dama Republike Hrvatske (* 1926.)
  - Ivan Kramar, bosanskohercegovački i hrvatski katolički svećenik, franjevac i pjesnik (* 1967.)
- 11. listopada – Angela Lansbury, britansko-američka glumica (* 1925.)
- 14. listopada – Robbie Coltrane, škotski glumac, komičar i pisac (* 1950.)
- 17. listopada – Jagoda Buić Wuttke, hrvatska likovna umjetnica (* 1930.)
- 22. listopada – Dietrich Mateschitz, austrijski milijarder (* 1944.)
- 26. listopada – Pierre Soulages, francuski slikar, graver i kipar (* 1919.)
- 28. listopada – Jerry Lee Lewis, američki glazbenik (* 1935.)
- 29. listopada – Lukas Nola, hrvatski filmski redatelj i scenarist (* 1964.)
- 31. listopada – Aleksandar Guberina, hrvatski kipar (* 1946.)

### Studeni
- 1. studenoga – Takeoff, američki reper (* 1994.)[8]
- 8. studenoga – Evelyn de Rothschild, britanski bankar i poduzetnik (* 1931.)[9]
- 21. studenoga – Mladen Vasary, hrvatski glumac (* 1954.)[10]
- Josip Erceg, hrvatski admiral (* 1936.)
- 24. studenoga – Stipe Leko Ćipa, hrvatski ultramaratonac (* 1951.)
- 25./26. studenoga – Saša Zalepugin, hrvatski TV voditelj (* 1931.)[11]
- 26. studenoga – Fernando Gomes, portugalski nogometaš (* 1956.)
- 28. studenoga
  - Davor Janjić, bosanskohercegovački kazališni, televizijski i filmski glumac (* 1969.)
  - Clarence Gilyard Jr., američki glumac (* 1955.)
- 30. studenoga – Jiang Zemin, predsjednik NR Kine (* 1926.)

### Prosinac
- 3. prosinca – Rudi Aljinović, hrvatski novinar (* 1936.)
- 4. prosinca – Mirka Klarić, hrvatska operna pjevačica (* 1934.)
- 5. prosinca – Kirstie Alley, američka glumica i model (* 1951.)
- 6. prosinca – Pavao Miljavac, hrvatski general i političar (* 1953.)
- 10. prosinca – Grant Wahl, američki novinar  (* 1973.)
- 11. prosinca – Ljubica Lalić, saborska zastupnica  (* 1953.)
- 12. prosinca – Latinka Perović, srbijanska povjesničarka i političarka (* 1933.)
- 16. prosinca – Siniša Mihajlović, srpski nogometaš i trener (* 1969.)
- 23. prosinca
  - Danica Rusjan, hrvatska slikarica i ilustratorica (* 1926.)
  - Massimo Savić, hrvatski pjevač i glazbenik (* 1962.)
  - Dario Čerkez, bosanskohercegovački motokros vozač (* 1978.)
- 24. prosinca – Maxi Jazz, britanski kantautor (* 1957.)
  - Franjo Jurjević, hrvatski gimnastičar (* 1932.)
- 25. prosinca – Stjepan Bahert, hrvatski dramski umjetnik i folklorist (* 1932.)
- 26. prosinca – Bruno Petrali, hrvatski pjevač (* 1924.)
- 29. prosinca
  - Pelé, brazilski nogometaš (* 1940.)
  - Vivienne Westwood, engleska modna dizajnerica (* 1941.)
- 30. prosinca – Barbara Walters, američka novinarka (* 1929.)
- 31. prosinca
  - Benedikt XVI., papa (* 1927.)[12]
  - Anita Pointer, američka kantautorica (* 1948.)

## Obljetnice i godišnjice
- 800. obljetnica crkve i samostana Sv. Jakova na Višnjici u Dubrovniku[13]
- 750. godišnjica proglašenja Dubrovačkoga statuta
- 500. obljetnica Marulićeva pisma papi Hadrijanu VI.
- 400. obljetnica objave Gundulićeve poeme Suze sina razmetnoga[14]
- 200. obljetnica utemeljenja Papinskih misijskih djela
- 200. godišnjica rođenja Grge Martića
- 100. godišnjica rođenja Franje Tuđmana, Đure Kokše, Marije Krucifikse Kozulić i Vesne Parun
- 100. godišnjica smrti Svetozara Borojevića, Vlahe Bukovca i Karla I. Austrijskog
- 50. godišnjica djelatnosti Collegiuma pro musica sacra[15]

## Vanjske poveznice
|  | Zajednički poslužitelj ima još gradiva o temi 2022. |